# Gephyromantis granulatus
Gephyromantis granulatus är en groddjursart som först beskrevs av Oskar Boettger 1881.  Gephyromantis granulatus ingår i släktet Gephyromantis och familjen Mantellidae. IUCN kategoriserar arten globalt som livskraftig. Inga underarter finns listade i Catalogue of Life.